# ملعب إنيو تارديني
ملعب إنيو تارديني ملعب كرة قدم يقع في مدينة بارما الإيطالية . يعتبر الملعب الرئيسي لنادي بارما . افتتح الملعب في سنة 1923 ويتسع لحضور 27906 متفرج. سمي تيمناً برئيس نادي بارما السابق إنيو تارديني الذي ترأس النادي من 1919 إلى 1925.

## تاريخ
كان ملعب إنيو تارديني فكرة إينو تارديني, الذي كان خريج في موضوع الحقوق وكان وقتها رئيس المجلس من عام 1921 إلى 1923.